# Saint-Sébastien-de-Raids
Saint-Sébastien-de-Raids é uma comuna francesa na região administrativa da Normandia, no departamento Mancha. Estende-se por uma área de 5,29 km². Em 2010 a comuna tinha 335 habitantes (densidade: 63,3 hab./km²).